# کریسپین گری
کریسپین جان اوریون گری (به انگلیسی: Crispin John Orion Gray؛ زادهٔ ۱۹۶۳) گیتارزن و ترانه‌پرداز آمریکایی می‌باشد که بیشتر به‌خاطر مشارکت در گروه‌های موسیقی دیزی چینسا و کوئینادرینا شناخته می‌شود، همچنین گری به‌جز این‌ها با گروه‌هایی نظیر دیزی کیو وایپر، وپد دالی و داگ‌بونز ترانه‌هایی نواخته‌است. وی اکنون عضو گروهٔ استارشا لی می‌باشد.